# Пробудись!
«Пробудись!» — релігійний журнал, що видається та поширюється релігійною організацією Свідки Єгови.

## Назва журналу
Протягом всієї історії свого існування у журналу було три назви:
- З жовтня 1919 року — «Золотий вік» (англ. The Golden Age)
- З жовтня 1937 року — «Розрада» (англ. Consolation)
- З серпня 1946 року — «Пробудись!» (англ. Awake!)

Перша назва журналу «Золотий вік» відображала уявлення видавців про наближення часу тисячолітнього царства Христа, під час якого весь світ чекає епоха «світанку і відродження». Подальше перейменування журналу на «Розрада», яке відбулося в 1937 році, було пов'язано з тогочасними страхами перед Другою світовою війною, через що багато хто перебував в стані відчаю і безвиході. Остання назва «Пробудись!», прийнята 1946 року, вказувала на ціль журналу — «розкривати людям очі» на значення подій.

## Мета видання
У першому номері журналу за 1 жовтня 1919 р. говорилося: «Його мета — пояснювати у світлі божої мудрості справжнє значення великих явищ теперішнього часу і доводити мислячим людям за допомогою неспростовних і переконливих фактів те, що близько час великих благословень для людства».
До 2013 року мета видання викладалася в кожному номері наступними словами:
 «ЦЕ ЖУРНАЛ для всієї родини. На його сторінках розповідається про життя в різних країнах, обговорюються нагальні проблеми та їх вирішення, піднімаються питання науки та релігії, аналізуються світові події і те, що за ними стоїть. При цьому статті політично нейтральні і в рівній мірі поважні до всіх народів і рас. Але найголовніше, цей журнал зміцнює віру у Всевишнього Творця і в його задум — покласти край несправедливості і беззаконню і в недалекому майбутньому встановити на землі прекрасний новий світ». — четверта сторінка кожного номера журналу« Пробудись!»

## Поширеність
Тираж журналу становить 93.35 млн примірників 225 мовами.

## Історія

### Перші номери
Оголошення про випуск журналу було зроблено на першому міжнародному конгресі Дослідників Біблії, що проходив у Сідар-Пойнті (штат Огайо, США) з 1 по 8 вересня 1919 року. Цей журнал повинен був стати доповненням до журналу «Вартова башта» і почав видаватися з 1 жовтня 1919 р. двічі на місяць. Багато років тираж «Золотого віку» перевершував тираж «Вартової башти», тому що на відміну від неї в той час «Золотий вік» призначався для широкого кола читачів, а не тільки для самих «дослідників». У журналі висвітлювалися різні теми, але більшою мірою події у світі, а також біблійна обіцянка про те, що всі проблеми людства в змозі вирішити тільки тисячолітнє правління Христа, яке й буде для людей «золотим віком». На обкладинці журналу кожного номера була написана фраза: «Журнал фактів, надії і переконаності».
1920 року в журналі було звернуто увагу на молодих читачів, і в ньому з'явилася рубрика «Юні дослідники Біблії», в якій друкувалися питання, а також тексти з Біблії, в яких можна було знайти відповіді. Того ж року як додаток до журналу, вийшла в світ «Азбука золотого віку». Це була ілюстрована брошура в допомогу батькам, які давали своїм дітям релігійне виховання.
29 вересня 1920 р. вийшов спеціальний випуск журналу «Золотий вік» накладом 4 млн екземплярів, у якому висвітлювалася хвиля опору та протидії діяльності дослідників Біблії, яка прокотилася по США з 1917 по 1920 роки.
У 1920-х і 1930-х роках об'єктом викривання в статтях і карикатурах «Золотого віку» стало духівництво християнського світу, а особливо католицька церква та її відносини з фашистськими і нацистськими диктаторами.

### Висвітлення подій у нацистській Німеччині
У журналі часто зверталася увага на те, що відбувалося в Німеччині в нацистський період і безпосередньо перед його настанням. 1929 року, більш ніж за три роки до приходу Гітлера до влади, в німецькому випуску «Золотого століття» говорилося: «Націонал-соціалізм — це рух, який діє безпосередньо служачи ворогові людства, дияволу». Перед самим приходом Гітлера до влади у випуску за 4 січня 1933 було сказано: «Грізні обриси рифа націонал-соціалістського руху стають все яснішими. Здається неймовірним, щоб така безрідна політична партія, з такими єретичними поглядами змогла б за якісь кілька років розростися до таких розмірів, що їй вдалося б захопити всі структури державного управління. Але Адольфу Гітлеру і його націонал-соціалістської партії (нацистам), як не дивно, це вдалося».
Уже в 1930-х роках у виданнях Свідків Єгови з'явилися детальні описи концентраційних таборів. Наприклад, у 1937 році в журналі «Розрада», як тоді називався журнал «Пробудись!», розповідалося про експерименти з отруйними газами, що проводилися в Дахау. За оцінками німецького історика Детлефа Гарбі, вже до 1939 року в нацистських концтаборах містилося до 6 тис. свідків Єгови.  До 1946 році в журналах «Розрада» і «Золотий вік» було згадано до 60 різних тюрем і таборів нацистів, зокрема Аушвіц, Бухенвальд, Дахау і Заксенгаузен, які більшості людей довоєнного часу ні про що не говорили.
У журналі «Розрада» за червень 1940 повідомлялося:
|  | Коли Німеччина почала свій "бліцкриг", у Польщі було 3500000 євреїв ... і якщо вірити повідомленням, що досягли західної громадськості, то знищення тамтешніх євреїв в самому розпалі. |

А в номері за 1943 рік було сказано про те, що нацистами систематично винищуються цілі народи, зокрема греки, поляки та серби.

### Післявоєнний період
Випуск від 22 серпня 1946 вийшов під назвою «Пробудись!». Журнал часто використовував матеріали, опубліковані в ЗМІ, а також мав власних кореспондентів у всьому світі. Більшість статей журналу звертали увагу на головну ідею: світові події свідчать про виконання біблійних пророцтв, а значить, ми живемо в останні дні, і незабаром Боже Царство приступить до правління над усією землею.

### Початок XXI століття
З 2006 року у виданні журналу, для того щоб спростити його підготовку до друку, переклад і відправку, відбулися зміни, в результаті яких сам журнал став видаватися один раз на місяць, а його статті, хоча й продовжують висвітлювати різні теми, але їх зміст стало більше орієнтований на Біблії та на її головній звістці про правління Божого Царства. З 2016 року журнал видається один раз на два місяці (датується простою нумерацією випусків).

## Зміст
Журнал має релігійну спрямованість. У ньому також друкуються статті на різноманітні теми, як-от медицина, біологія, обставини у світі, стосунки між людьми, країни і народи, економіка і робота, релігія, а також організація Свідків Єгови. Передові статті присвячені, як правило, таким питанням, як сімейне щастя, відносини між батьками і дітьми, проблеми сучасної молоді, мораль, стихійні лиха і т. д. На ці статті в першу чергу Свідки Єгови звертають увагу людей, проповідуючи по домівках або на вулиці і пропонуючи «Пробудись!» разом з журналом «Вартова башта».

## Заборона журналу в Росії
Окремі номери знаходяться в Росії у Федеральному списку екстремістських матеріалів.
На підставі рішення Ростовського обласного суду від 11.09.2009 та ухвали Судової колегії в цивільних справах Верховного Суду Російської Федерації від 08.12.2009 р Мін'юстом Росії включені до Федерального списку екстремістських матеріалів випуски журналу від таких дат і видавництв:
-  — Лютий 2000, вид. Wachtturm Bibel- und Traktat-Gesellschaft der Zeugen Jehovas, Selters / Taunus;
-  — Січень 2007, вид. Wachtturm Bibel- und Traktat-Gesellschaft der Zeugen Jehovas, Selters / Taunus;
-  — Лютий 2007, вид. Wachtturm Bibel- und Traktat-Gesellschaft der Zeugen Jehovas, Selters / Taunus;
-  — Квітня 2007, вид. Wachtturm Bibel- und Traktat-Gesellschaft der Zeugen Jehovas, Selters / Taunus.

Відповідно до закону від 25.07.2002 № 114-ФЗ «Про протидію екстремістської діяльності» на території РФ забороняються поширення екстремістських матеріалів, а також їх виробництво або зберігання з метою розповсюдження.
У квітні 2010 р. Роскомнадзор анулював дозвіл на поширення на території Росії друкованих видань «Пробудись!» і «Вартова башта».